# Sámuel Brassai
Sámuel Brassai (n. 15 iunie 1797 sau 13 februarie 1800, Trascău - d. 24 iunie 1897, Cluj) a fost un lingvist și profesor transilvănean, considerat ultimul polihistor al Transilvaniei. Brassai a fost membru al Academiei Maghiare de Științe, cunoscut și apreciat pentru metodele sale pedagogice.

## Biografie

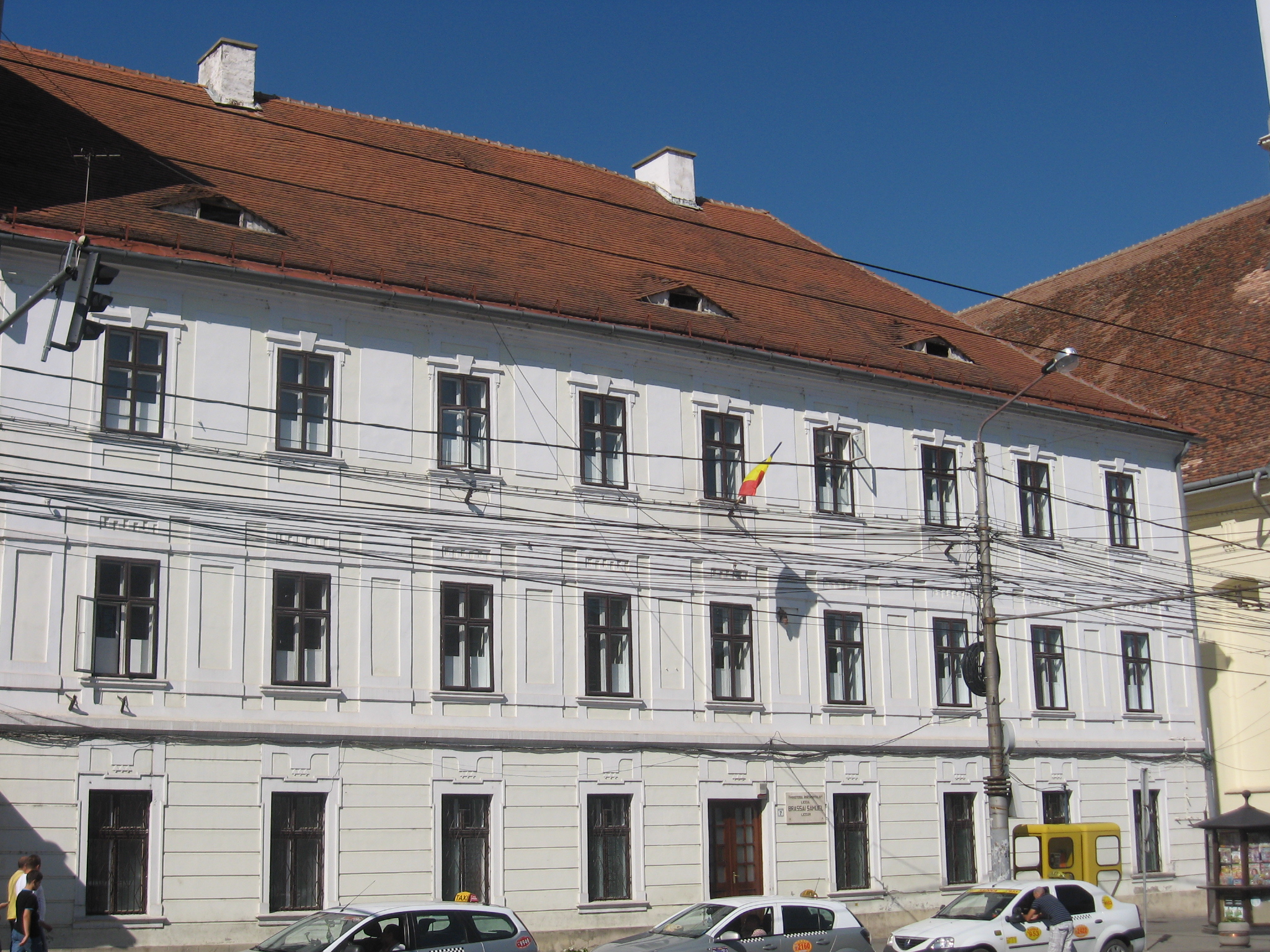
hu

S-a născut la Trăscău, pe atunci parte a Scaunului Secuiesc al Arieșului, astăzi Rimetea, în familia unui pastor unitarian. Bunicul patern al lui Brassai a fost un meșter tâmplar sas din Brașov, pe nume Welmesch, stabilit la Trăscău și poreclit de localnici Brassai, adică „Brașoveanul”. 
După alți autori, localitatea nașterii lui Sámuel Brassai ar fi Sângeorgiu de Trăscău, tot în Scaunul Secuiesc al Arieșului.
A studiat la Aiud, apoi la Cluj. În 1821 a terminat liceul. În 1834 devine redactor la săptămânalul Vasárnapi Újság.
A fost primul profesor care a predat la Cluj în limba maghiară în loc de latină.
A participat la Revoluția de la 1848. După o perioadă petrecută în Ungaria, în 1859 a fost numit director al Muzeului Ardelean din Cluj, iar în 1872 devine profesor de matematici elementare la Universitatea Franz Joseph din Cluj, funcție pe care a păstrat-o tot restul vieții. În 1883 s-a pensionat.
S-a ocupat de toate ramurile științei și a fost un autodidact, motiv pentru care a fost numit Lomonosov al Ungariei.
În 1837 a devenit membru corespondent al Academiei de Științe din Budapesta, iar în 1887 membru onorific al prestigioasei instituții.

## Scrieri
- A.B.C. de aur, manual pentru elevii care se pregăteau în domeniul comercial
- 1848: Operațiuni de bancă
- 1857: Néhány algebrai fogalmakról
- 1898: A XI-iki aximákrol.

Brassai a tradus în maghiară Elementele lui Euclid și diverse alte lucrări în rusă.

## Memoria
Mormântul lui Brassai se află în Cimitirul Hajongard din Cluj. Vechiul colegiu unitarian din Cluj îi poartă numele.
1. ↑   https://library.hungaricana.hu/hu/view/PulszkyTarsMME_Konyvek_2002_MagyarMuzeumiArckepcsarnok/?pg=149 Lipsește sau este vid: |title= (ajutor)